# Acroceratitis gladiella
Acroceratitis gladiella är en tvåvingeart som först beskrevs av Munro 1938.  Acroceratitis gladiella ingår i släktet Acroceratitis och familjen borrflugor. Inga underarter finns listade i Catalogue of Life.